# لجنة رئيس الولايات المتحدة حول أنشطة وكالة المخابرات المركزية داخل الولايات المتحدة

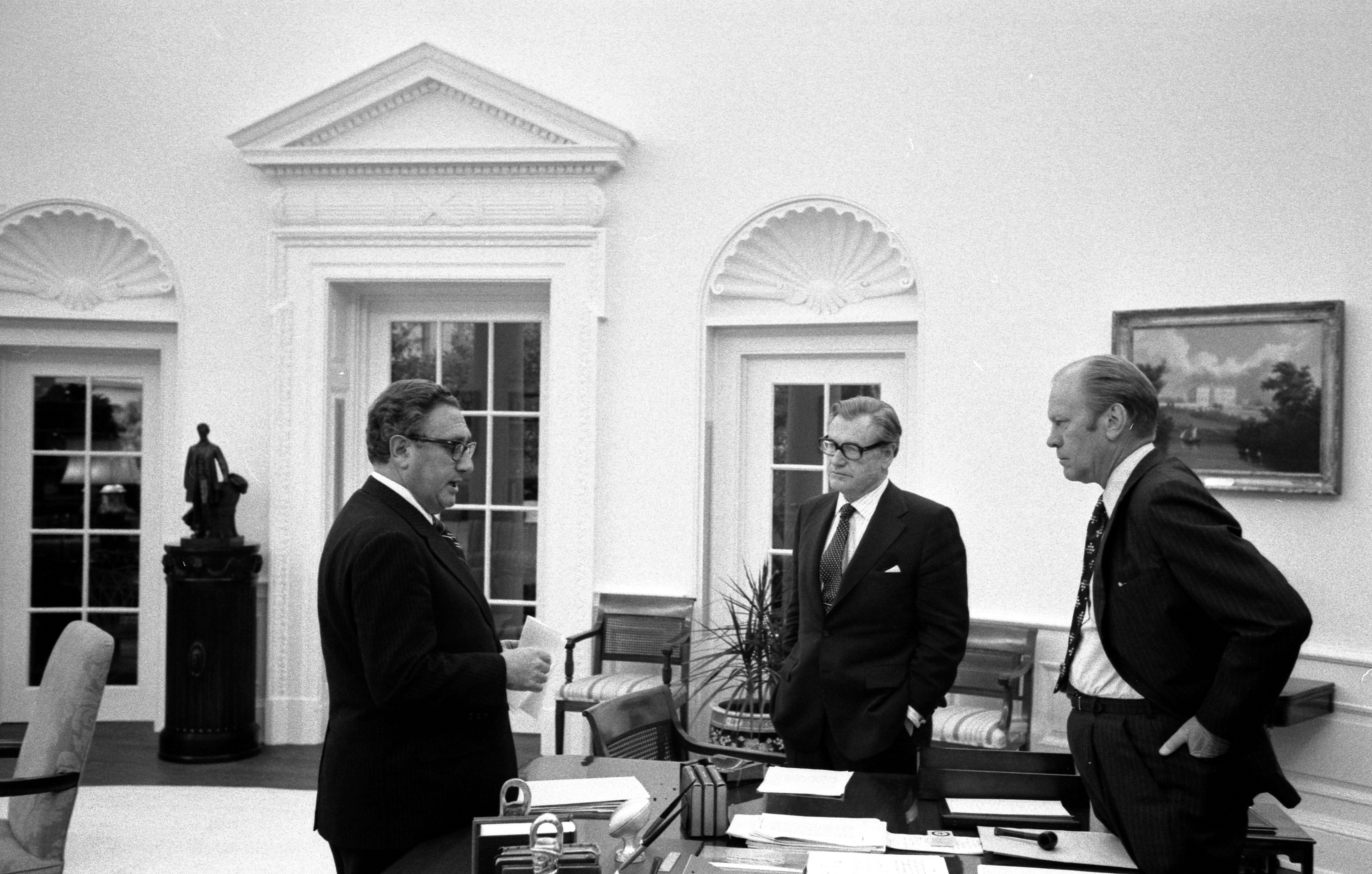
الرئيس فورد يلتقي مع وزير الخارجية هنري كيسنجر ونائب الرئيس نيلسون روكفلر لمناقشة إخلاء سايغون

تم إنشاء لجنة رئيس الولايات المتحدة حول أنشطة وكالة المخابرات المركزية داخل الولايات المتحدة في عهد الرئيس جيرالد فورد في عام 1975 للتحقيق في أنشطة وكالة الاستخبارات المركزية ووكالات استخبارات أخرى داخل الولايات المتحدة.ترأس اللجنة نائب الرئيس،نيلسون روكفلر،ويشار إليه أحيانًا باسم لجنة روكفلر.
تم إنشاء اللجنة استجابة لتقرير صدر في ديسمبر 1974 في صحيفة نيويورك تايمز بأن وكالة المخابرات المركزية قد قامت بأنشطة محلية غير قانونية، بما في ذلك تجارب على المواطنين الأمريكيين، خلال الستينيات.أصدرت اللجنة تقريرًا واحدًا في عام 1975،تطرق إلى بعض انتهاكات وكالة المخابرات المركزية بما في ذلك فتح البريد ومراقبة الجماعات المعارضة المحلية.نشرت مشروع إم كي ألترا، وهو دراسة للسيطرة على العقل لوكالة المخابرات المركزية.
كما درست القضايا المتعلقة باغتيال جون إف كينيدي،وتحديداً صورة الرأس المفاجئة كما رأينا في فيلم زابرودر (الذي ظهر لأول مرة على شاشة التلفزيون عام 1975)،واحتمال وجود إي هوارد هانت وفرانك ستورجيس في دالاس،تكساس.
تم إنشاء تحقيق أكبر، لجنة الكنيسة، في 27 يناير 1975 من قبل مجلس الشيوخ الأمريكي.تم إنشاء لجنة نيدزي في مجلس النواب الأمريكي في 19 فبراير 1975.تم استبدالها من قبل لجنة بايك بعد خمسة أشهر.
في يوليو 1975،ذكرت صحيفة نيويورك تايمز أن مصادر غير مسماة من العاملين في لجنة روكفلر قالت إن سيدني جوتليب كان يقود برنامج تجربة LSD التابع لوكالة المخابرات المركزية،وشارك شخصيًا في التجربة التي قتلت الباحث فرانك أولسون،ثم دمرت سجلات البرنامج في عام 1973.

## روابط خارجية
- جيرالد فورد البيت الأبيض تقرير لجنة روكفلر غيرت في عام 1975 ؛ تمت إزالة القسم الخاص بمؤامرات اغتيال وكالة المخابرات المركزية
- تقرير لجنة روكفلر - النص الكامل للتقرير، مثل المسح
- نسخة أخرى من تقرير لجنة روكفلر بما في ذلك نصوص المقابلات والمذكرات والمراسلات وملفات اللجنة الأخرى التي تم إصدارها بموجب قانون سجلات جون كنيدي.
- تحقيقات لجنة بايك ووكالة المخابرات المركزية